# Parc à Mitrailles
Le Parc à Mitrailles est un témoin de l'architecture industrielle et un vestige des usines Émile Henricot situé sur le territoire de la commune belge de Court-Saint-Étienne en Brabant wallon.

## Localisation
L'édifice se situe rue Belotte, le long de la ligne de chemin de fer qui traverse Court-Saint-Étienne.
Cette rue présente un alignement d'édifices témoins du passé des usines Émile Henricot, comprenant du sud au nord le Foyer populaire (1913), le « Dispensaire des Usines » (1922), la « Conciergerie » (1908), les Grands bureaux de l'usine Henricot n°2 (1926) et le Parc à Mitrailles (1951).
Il est bordé à l'ouest par le quartier « Court Village » conçu en 2015-2017 par le bureau d'architecture Altiplan.

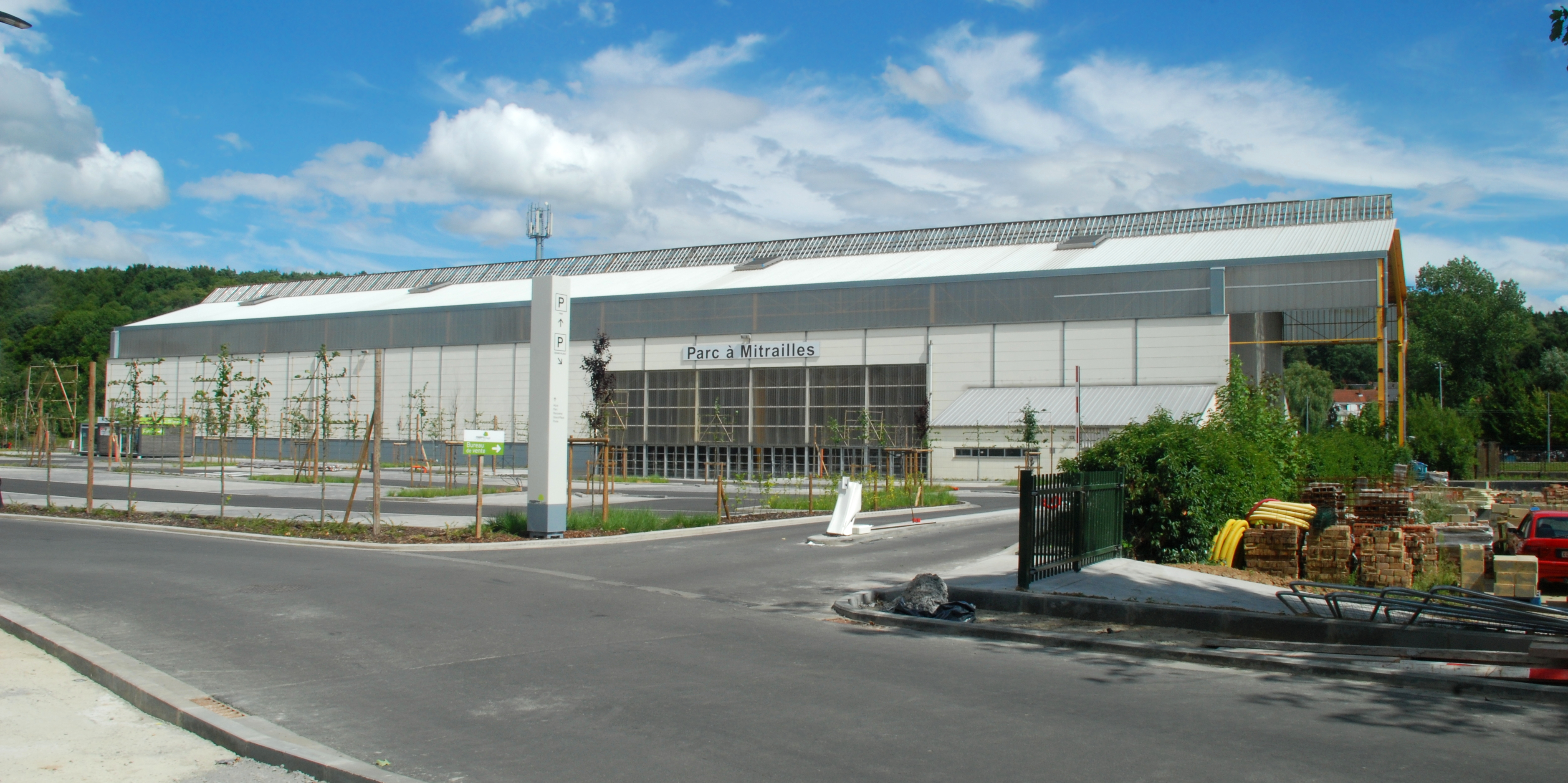
La façade occidentale, orientée vers « Court Village ».

## Historique

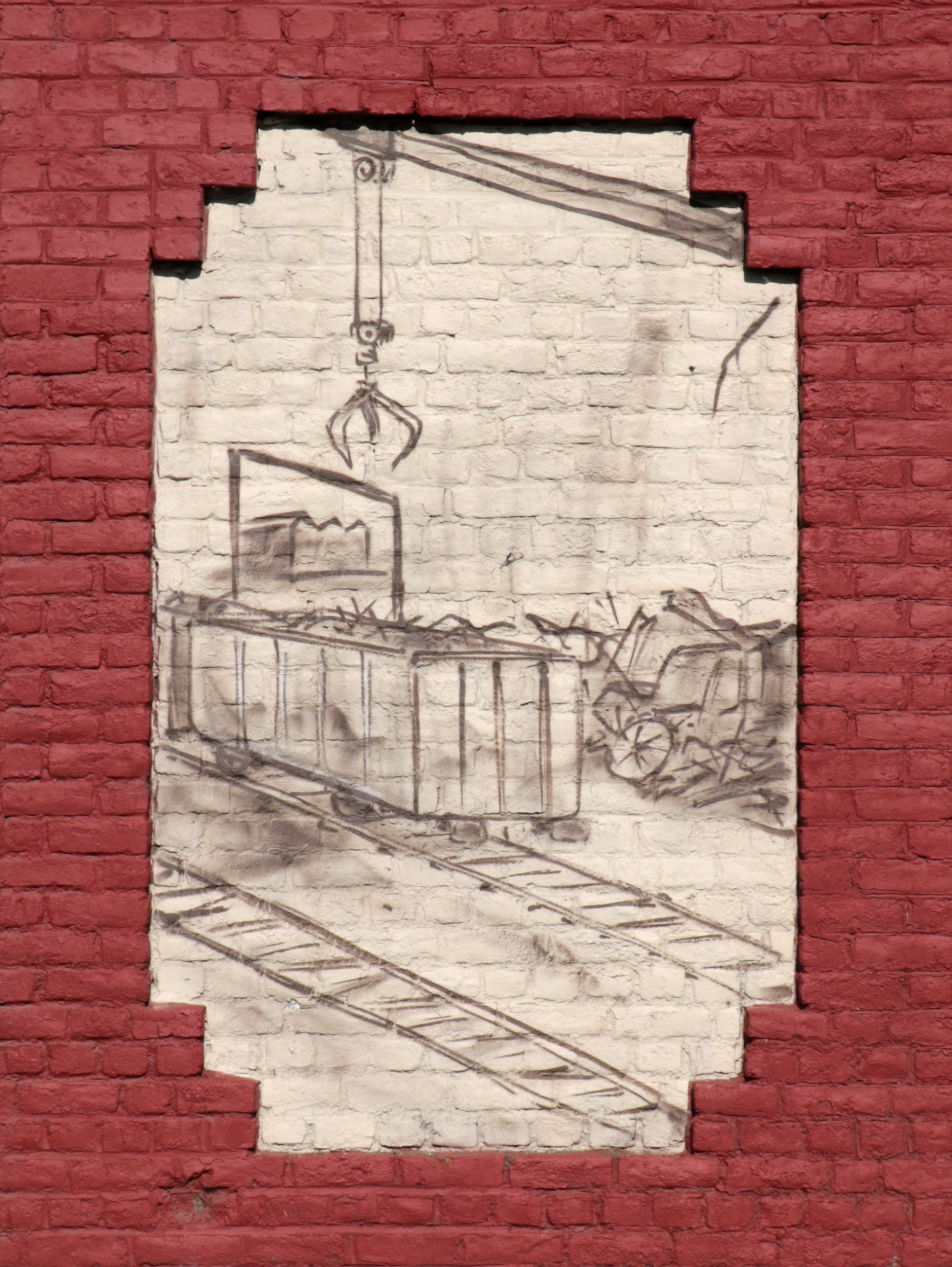
L'activité industrielle du Parc à Mitrailles figurée sur une fresque du mur est de l'édifice.

Le Parc à Mitrailles a été construit en 1951-1952, pour entreposer les mitrailles achetées dans les industries pour alimenter les fours électriques destinés à la fabrication des aciers spéciaux pour lesquels l'usine Henricot détenait de nombreux brevets,.
Il constitue un des vestiges de l'usine Henricot n°2 avec les Grands bureaux construits en 1926 et la « Conciergerie » construite en 1908.
À proximité immédiate se trouve également le Foyer populaire construit en 1913 à l'initiative des propriétaires des usines Émile Henricot pour le délassement de leur personnel.
Aujourd'hui rénové et aménagé en grande partie grâce à la Région wallonne pour y abriter des événements culturels et commerciaux, le Parc à Mitrailles est reconverti en hall de foires, expositions, spectacles et événements divers, sous le nom de PAMexpo.

## Architecture
Le Parc à Mitrailles est un vaste hall industriel d'une superficie de 3 200 m2 et d'une hauteur de 18 m sous faîtière dont l'ossature est constituée de treize fermes en acier reposant sur des piliers en pointe, plus larges au sommet qu'à la base.
Le bâtiment est éclairé par la lumière prodiguée par la longue verrière qui occupe la ligne de faîte ainsi que par les fenêtres rectangulaires situées dans la partie haute des murs gouttereaux.

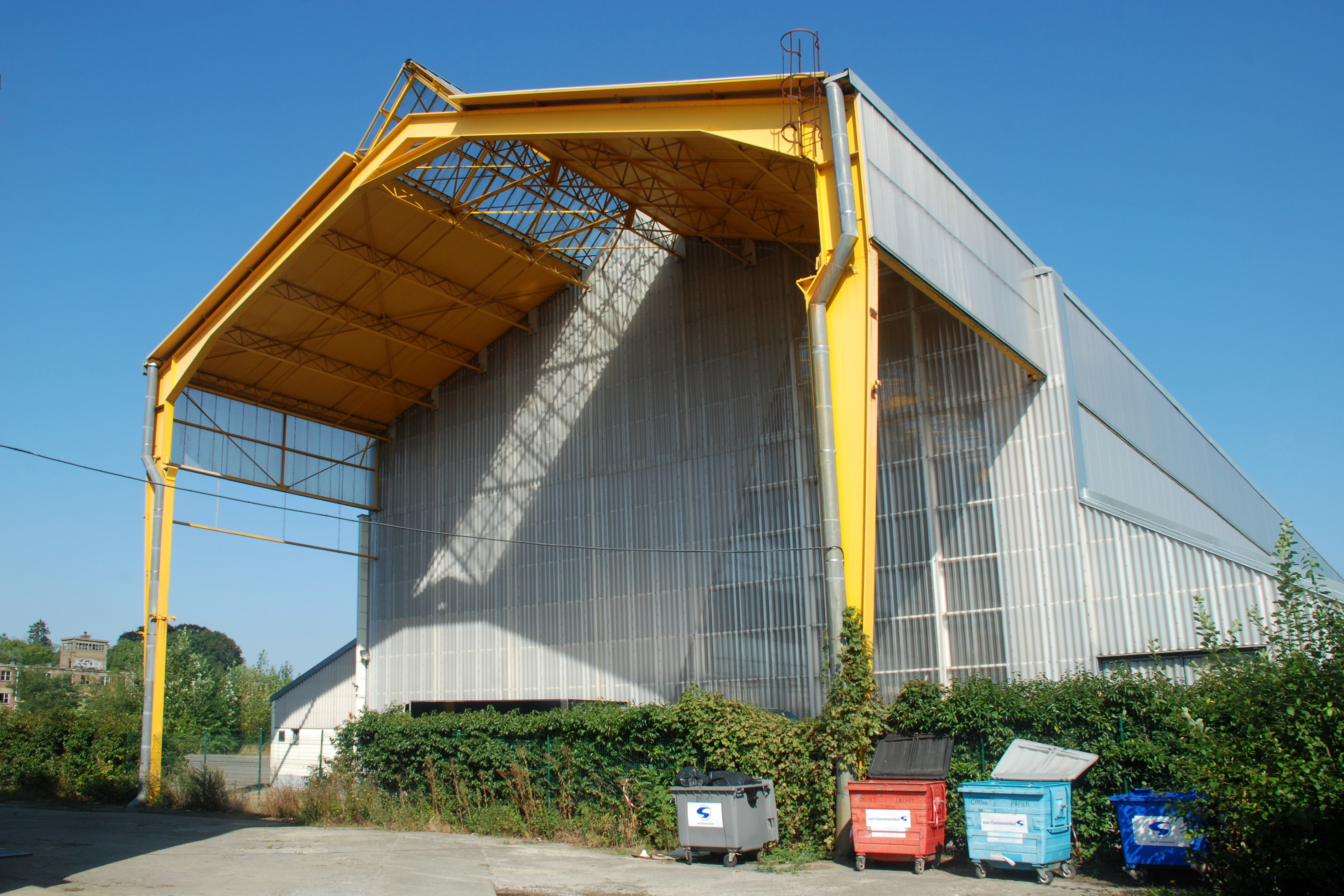
La façade méridionale, dirigée vers les Grands bureaux de l'usine Henricot n°2.
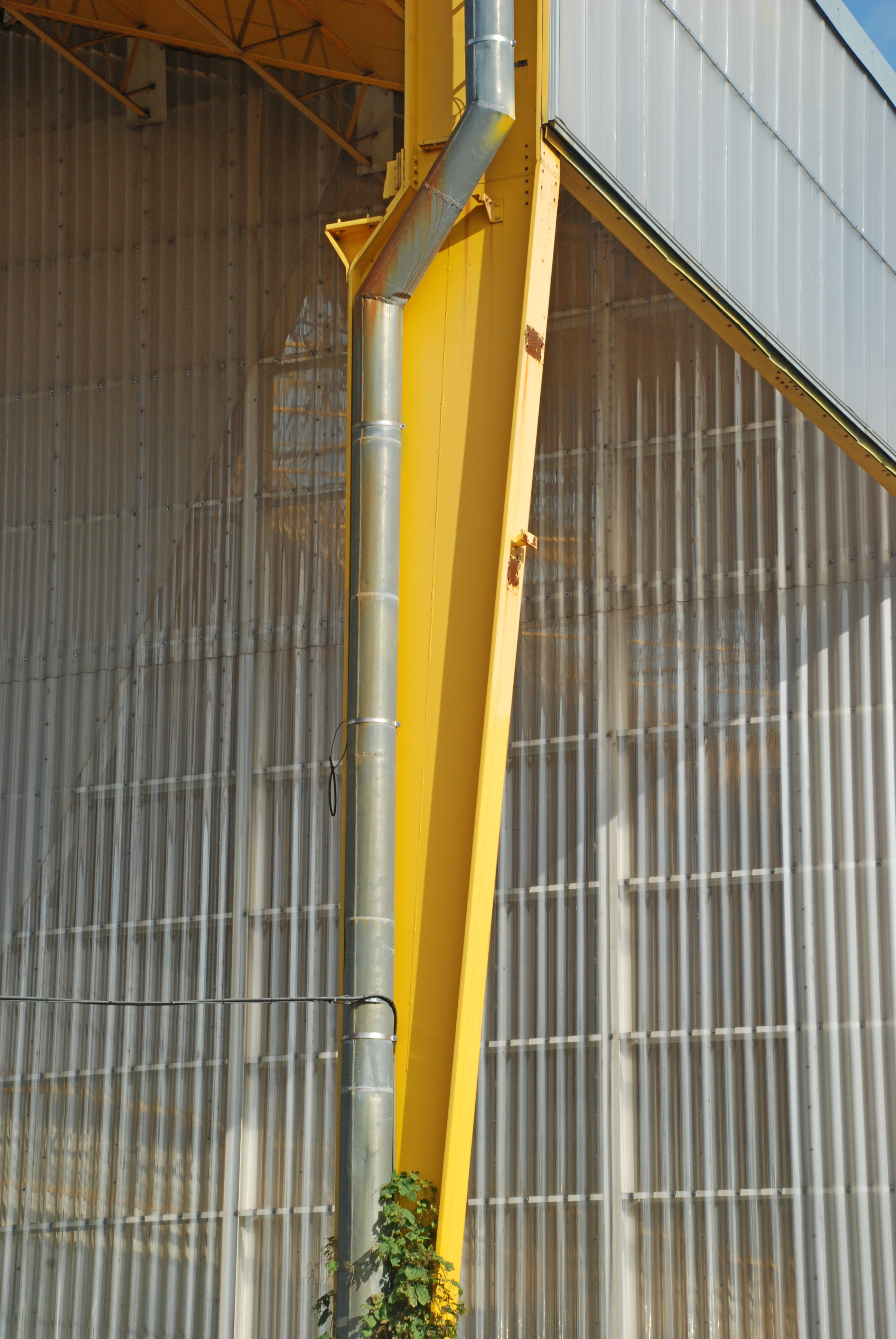
Pilier extérieur.
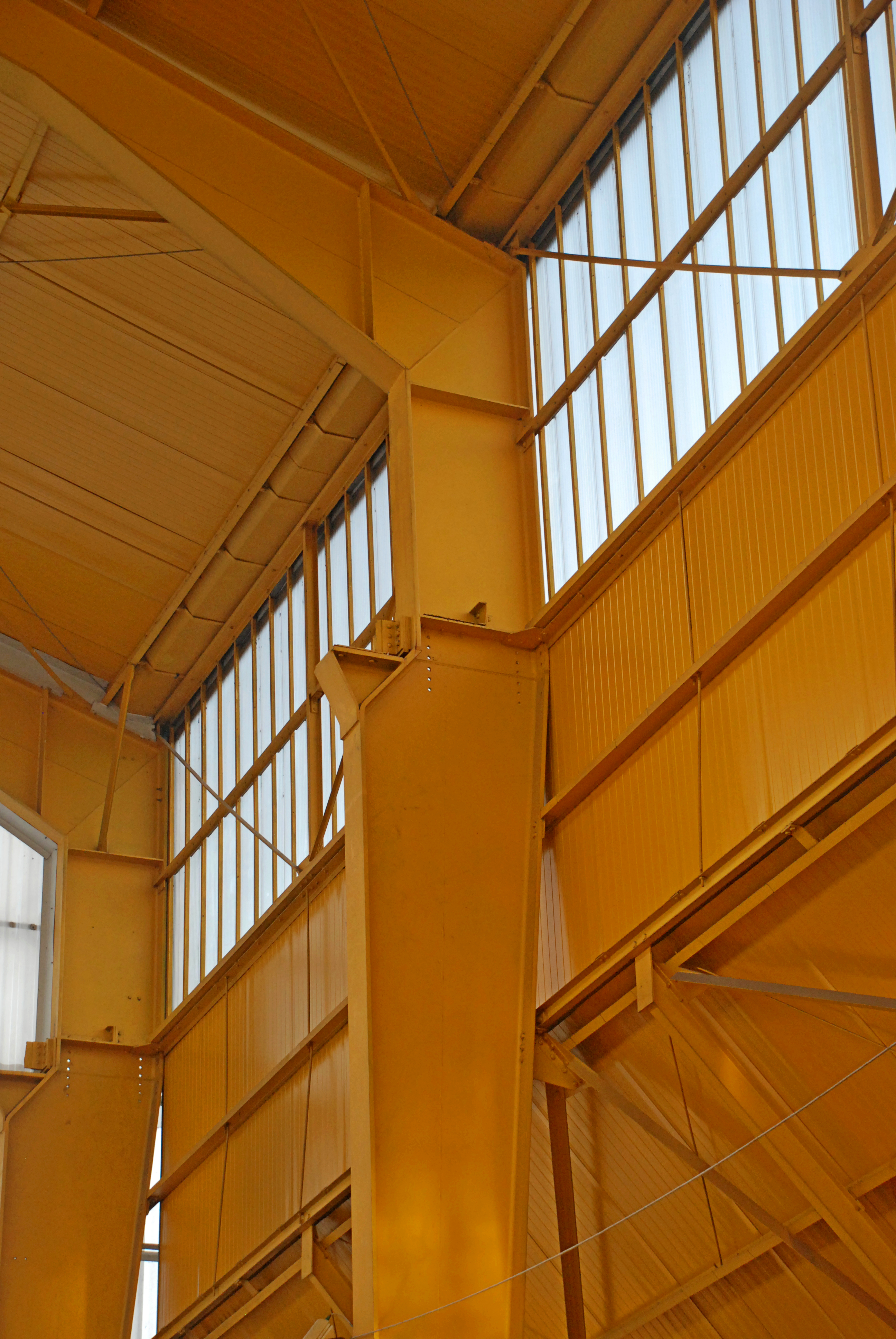
Pilier intérieur.
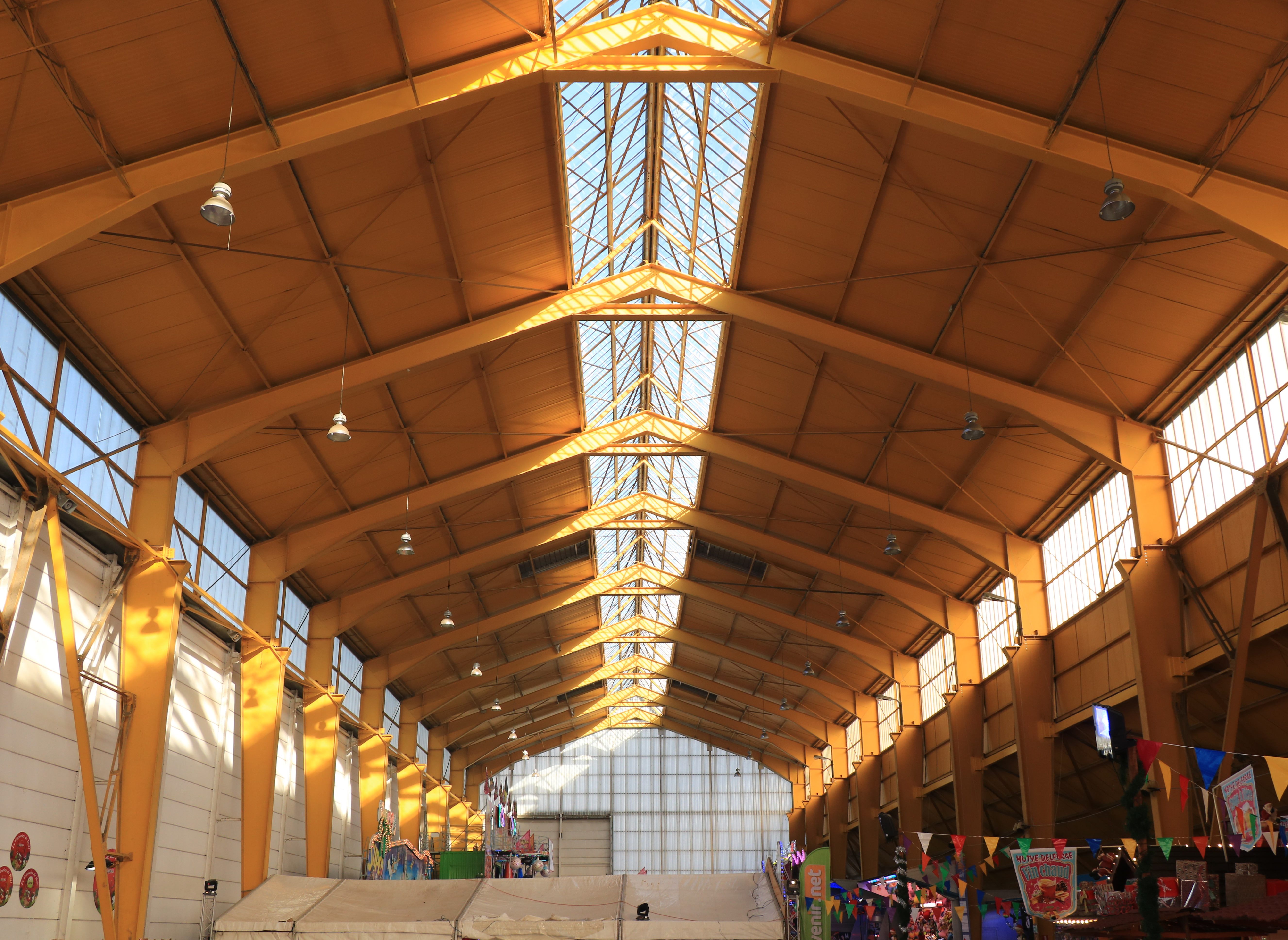
Le plafond et sa verrière.
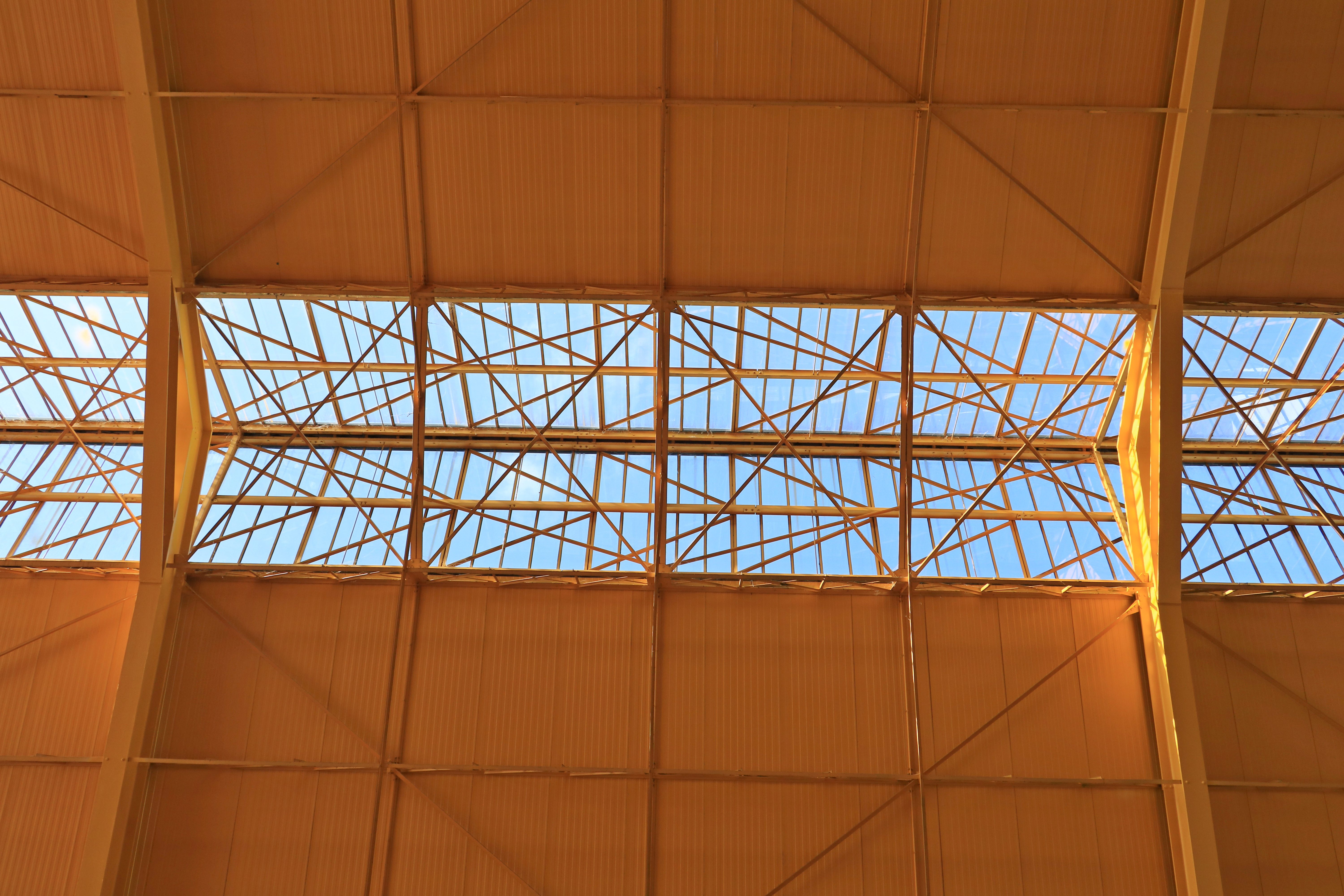
La verrière.

## Peintures murales
Le mur de briques qui borde le Parc à Mitrailles à l'est est orné d'une petite trentaine de peintures murales qui représentent les Usines Émile Henricot et leur passé industriel, le Parc à Mitrailles et le Hall no 11 de l'usine Henricot no 1 mais également le village de Court-Saint-Étienne, l'église Saint-Étienne, la gare de Court-Saint-Étienne et la ligne de chemin de fer.
Initié et conçu par le Forum stéphanois, réalisé par le collectif Spray Art de Perwez avec la participation des pionniers de l'unité scoute 10ème BW et financé par la commune de Court-Saint-Étienne, le graff, terminé le 28 mars 2023, fait environ 110 m de long pour une surface de 375 m2.

Les peintures murales du Parc à Mitrailles
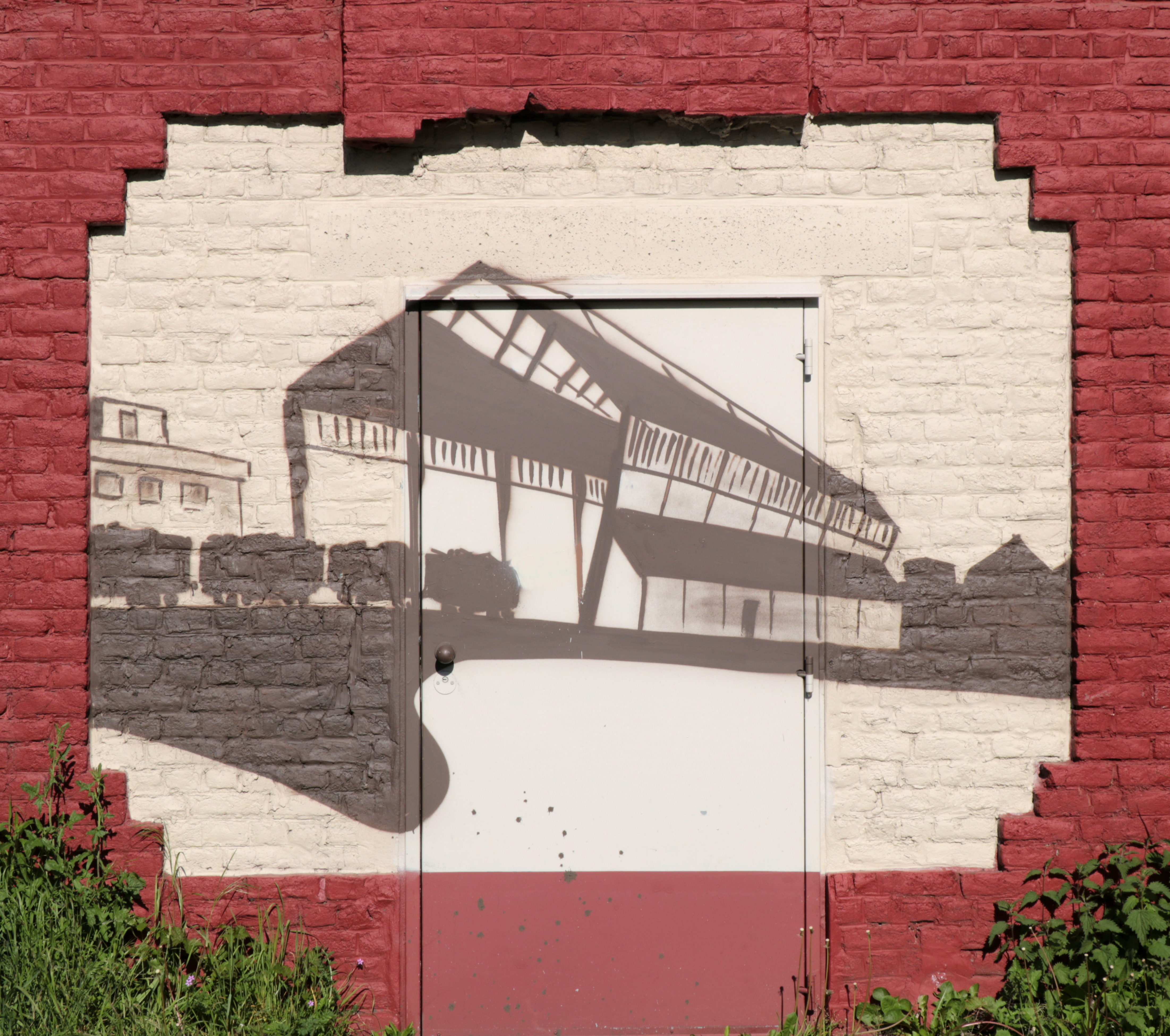
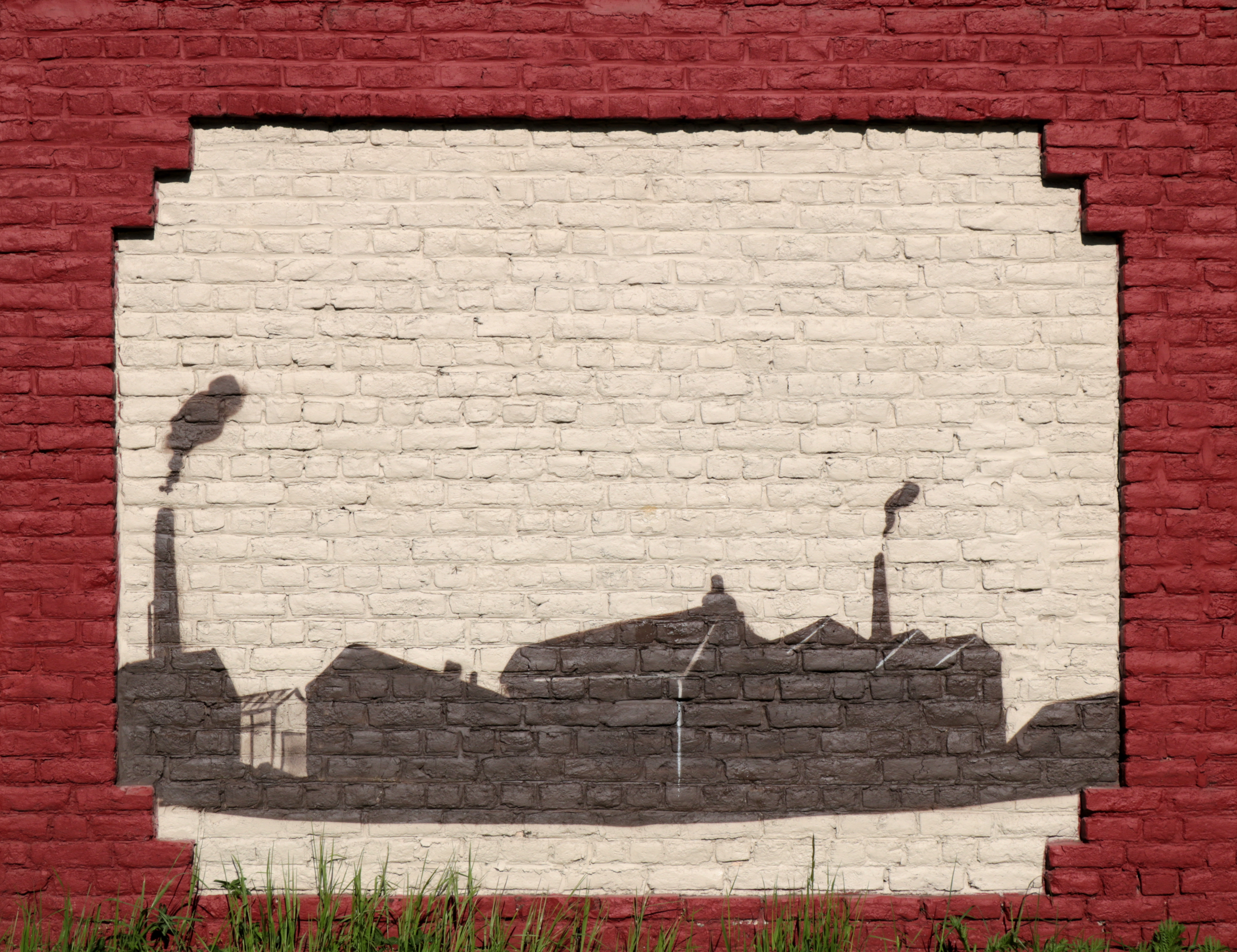
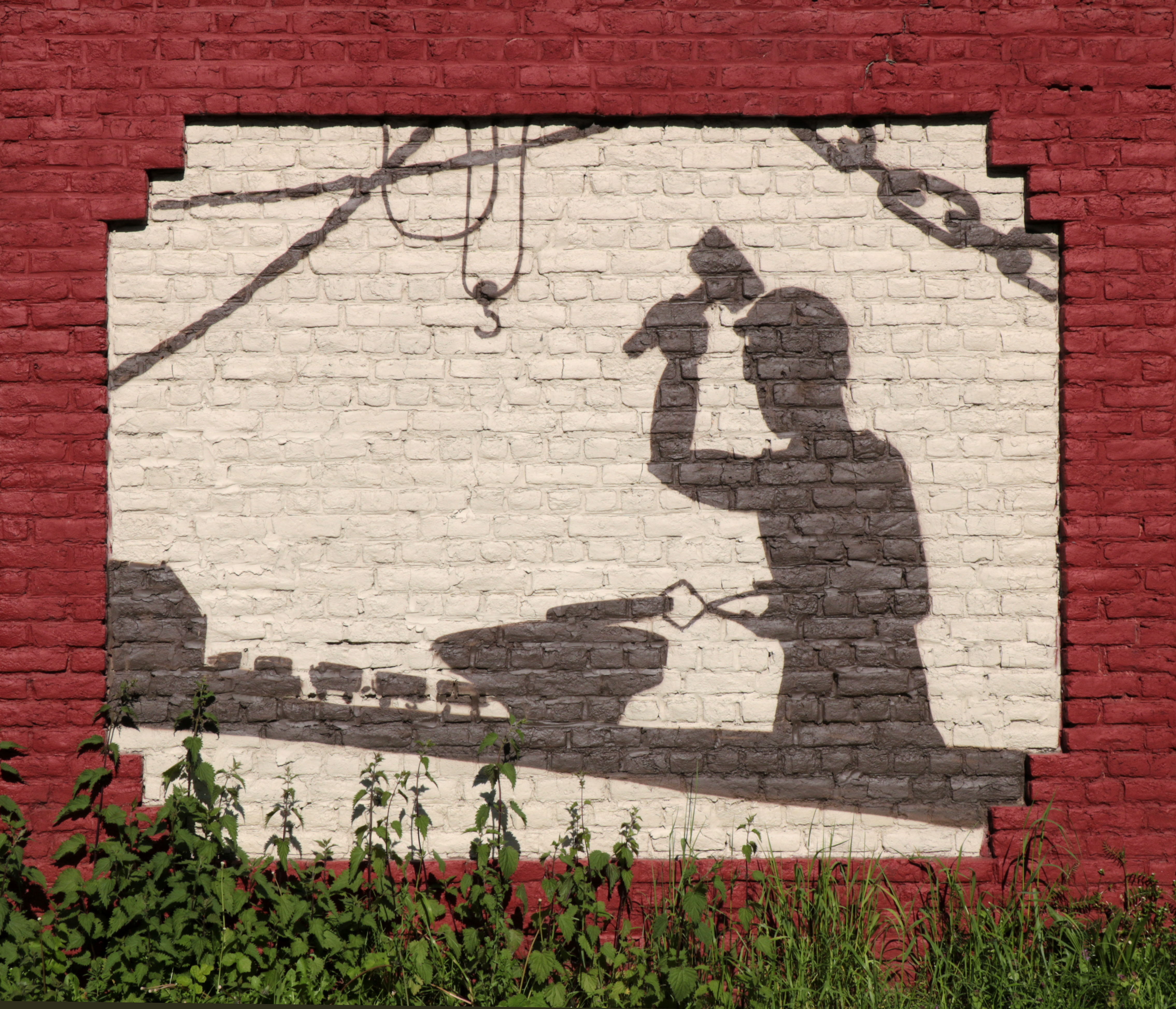
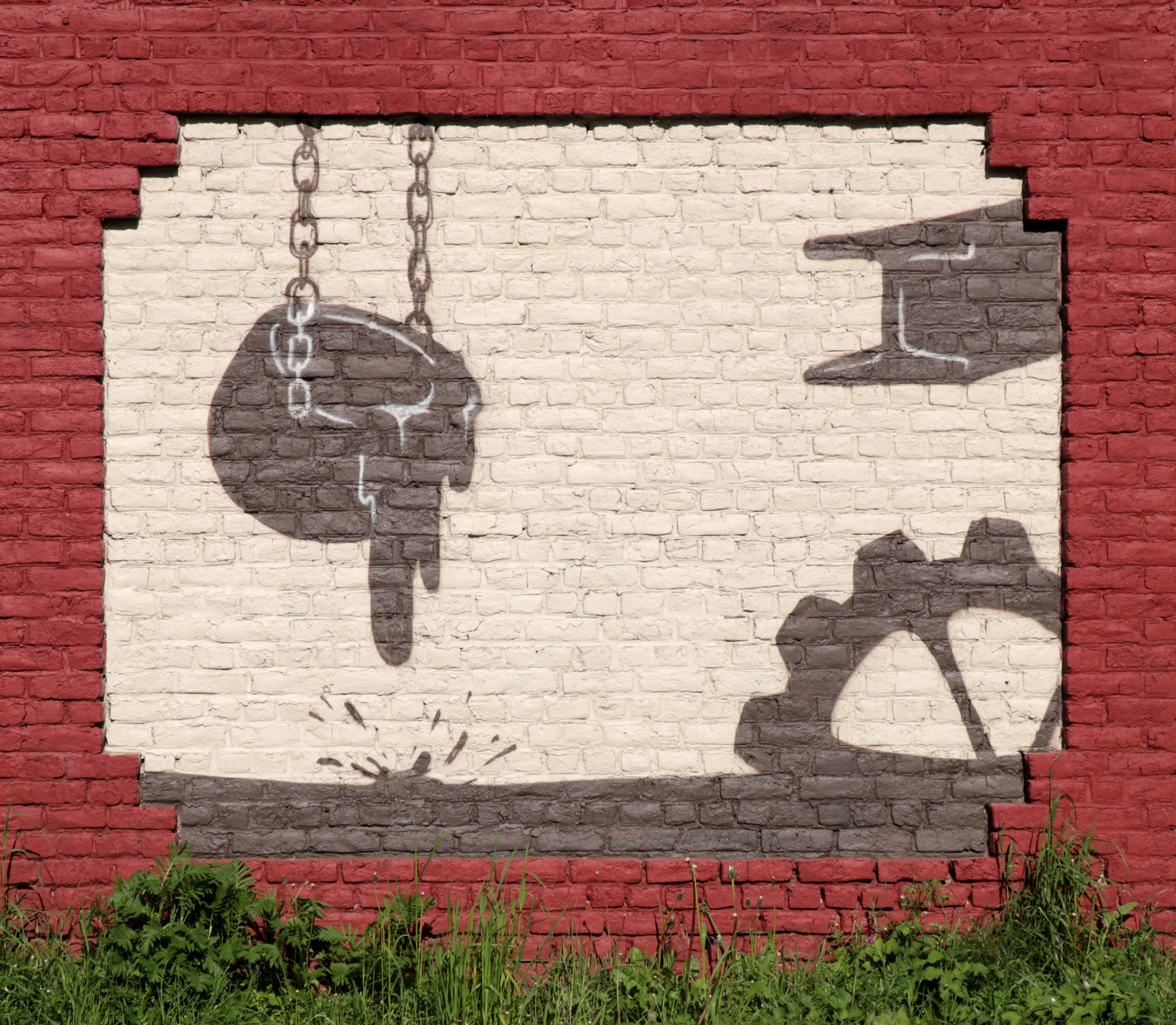
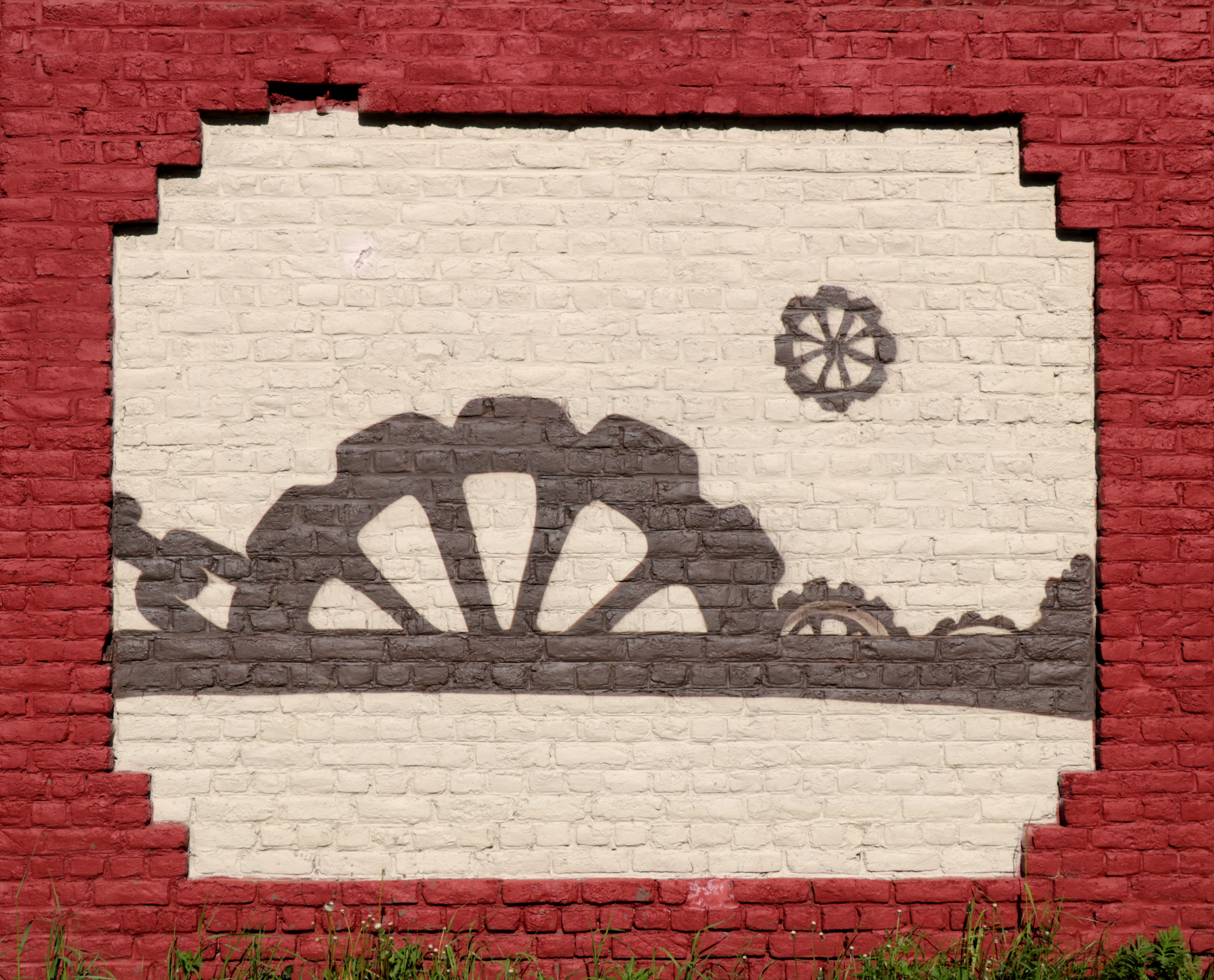

## Gestion
La gestion du site est assurée par l'ASBL « Parc à Mitrailles » qui comprend quatre composantes :
- la province du Brabant wallon
- la commune de Court-Saint-Étienne
- le Centre Culturel du Brabant wallon
- des particuliers

Cette association a pour missions de gérer le calendrier des activités, d'assurer la promotion du site et d'en développer l'infrastructure.

## Affectations

### Expositions et animations
Chaque année, le PAMexpo ou Parc à Mitrailles abrite de nombreuses animations, comme le Unisound Festival (juin), le Salon Bati-BW (novembre), la Féerie stéphanoise avec patinoire, autos tamponneuses, manèges pour enfants et stands de tir à la carabine, (fin décembre), la fête du petit élevage et de la nature,, organisée par l'association des Amis du Petit Élevage de Villers-la-Ville…

PAMexpo et la féérie stéphanoise
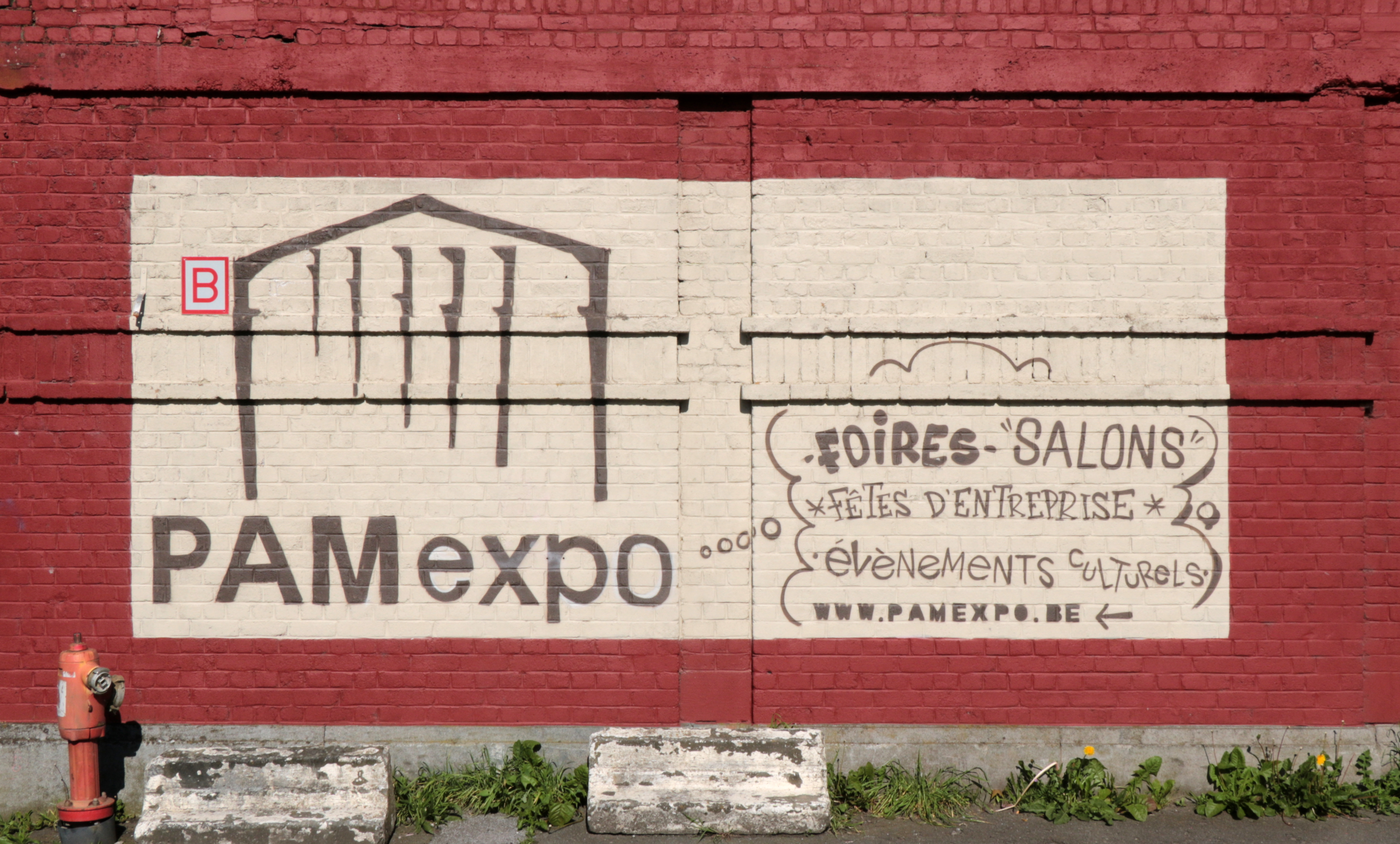
Le PAMexpo représenté sur les fresques du mur est.
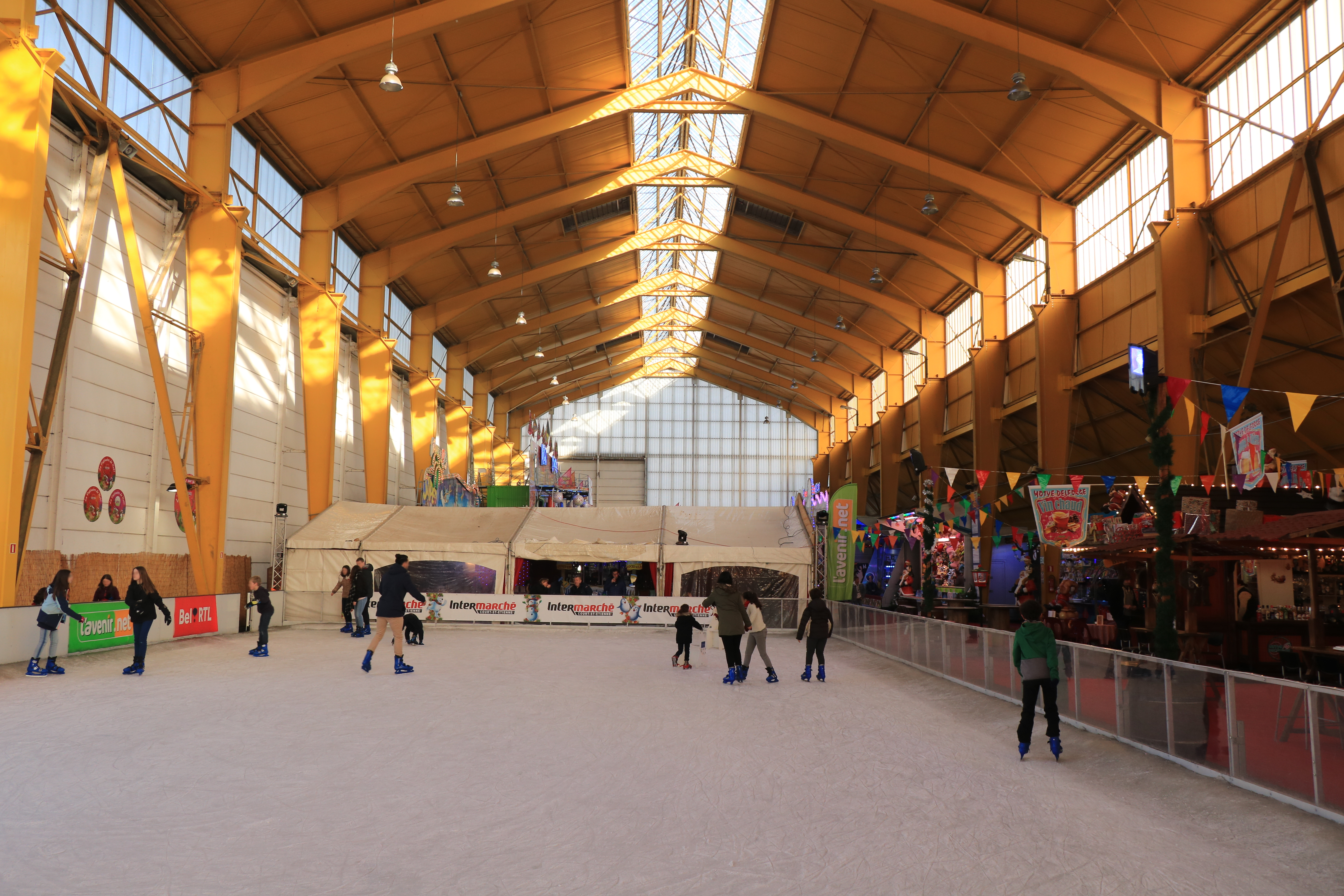
Patinoire.
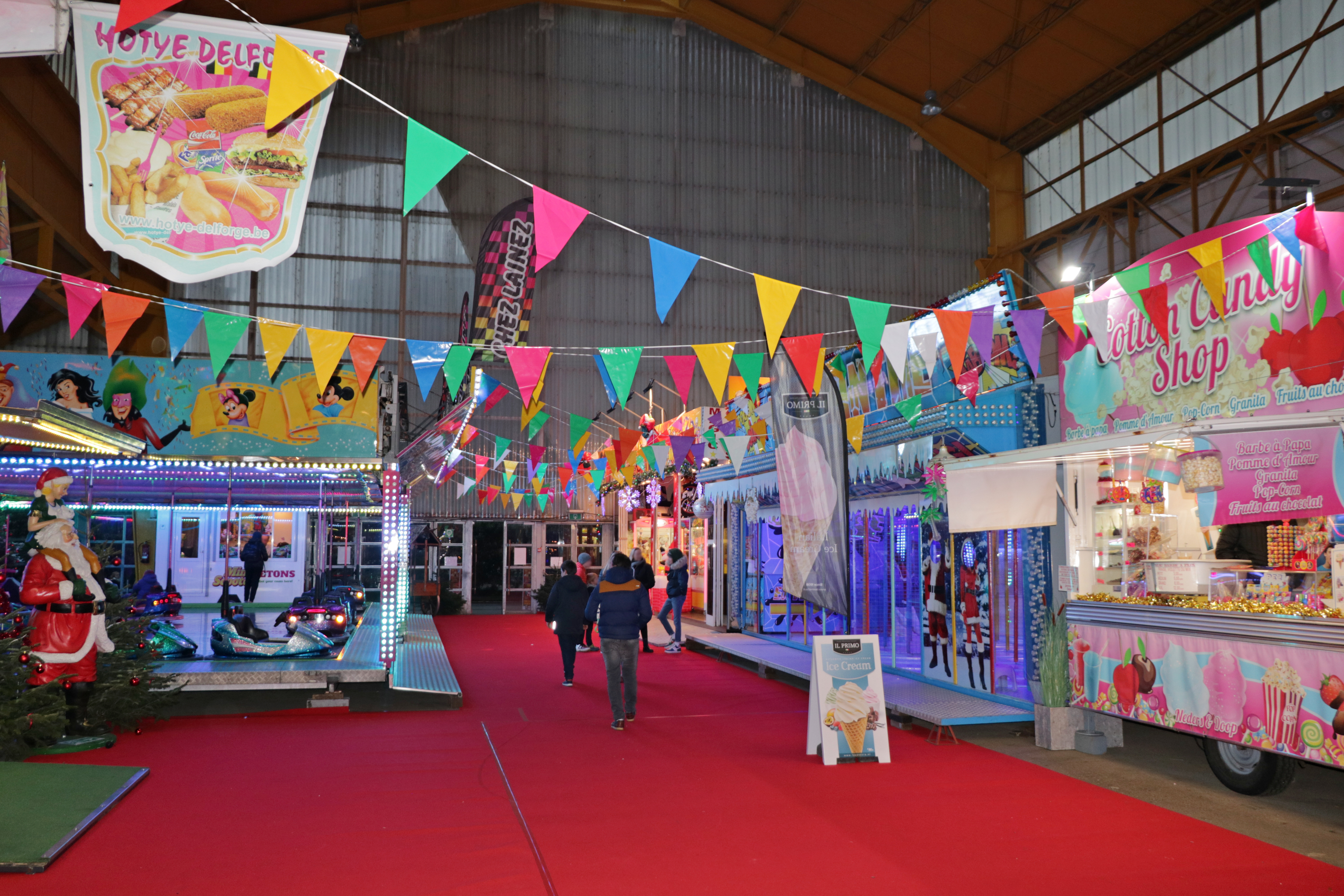
Autos tamponneuses et stands.
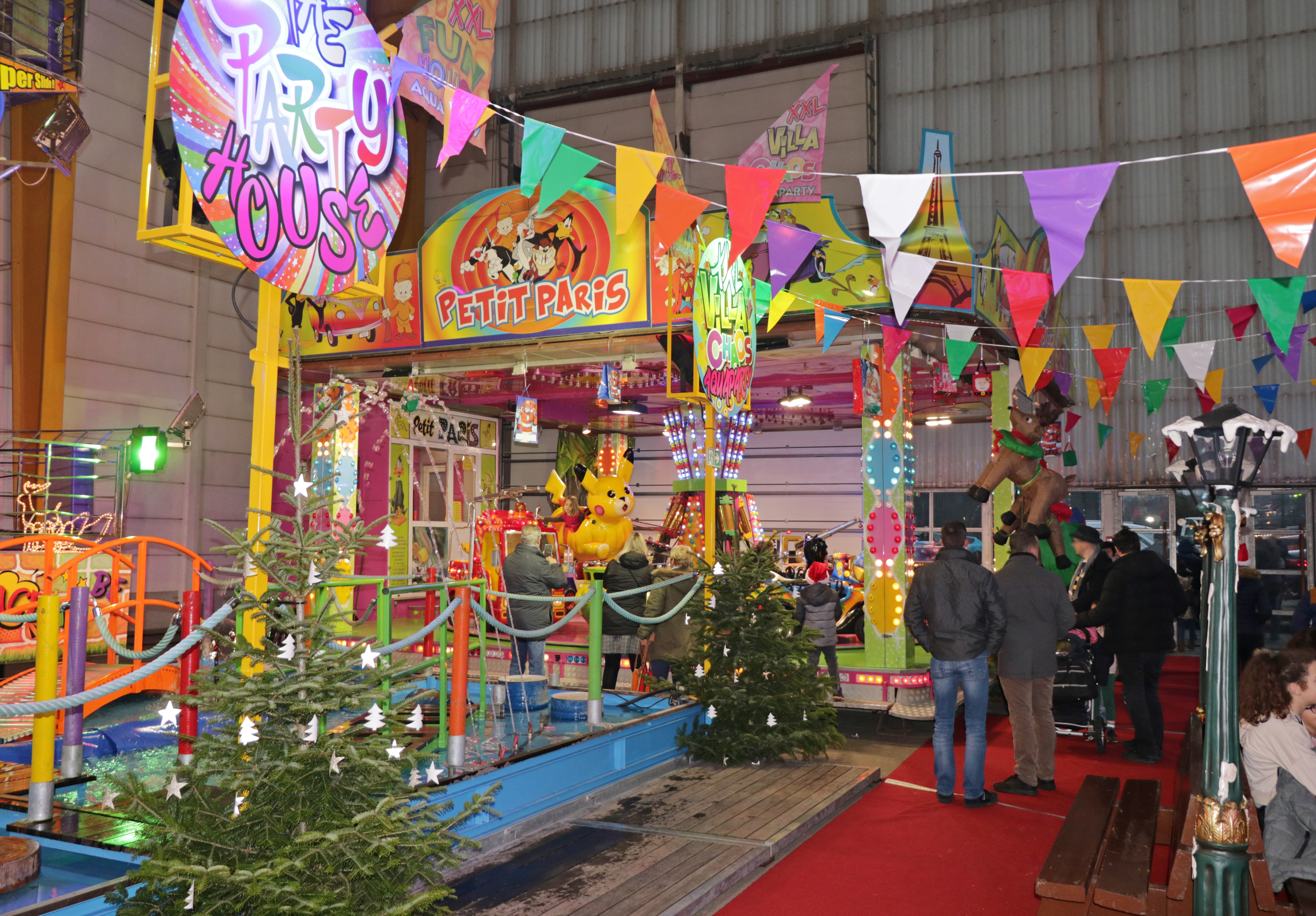
Manège pour enfants.

### Centre de vaccination
En mars 2021, le PAMexpo est transformé en centre de vaccination contre la covid-19 en l'espace de cinq jours seulement.
Le centre ouvre ses portes le 15 mars et permet de vacciner 2.400 personnes par jour, en période de plein rendement,.
Avec huit lignes de vaccination dotées chacune de quatre cabines de vaccination, il constitue le centre de vaccination majeur du Brabant wallon (et un des 9 centres majeurs de Wallonie), les quatre autres centres de vaccination de la province étant les centres de proximité situés à Tubize (salle omnisports et stade Leburton), Braine-l'Alleud (hall omnisports du stade Gaston Reiff), Wavre (cafétéria du hall culturel La Sucrerie) et Perwez (salle polyvalente Perwex),. En un premier temps, c'est la salle Jules Ginion à Céroux-Mousty qui avait été envisagée comme centre de vaccination majeur du Brabant wallon.
Soixante personnes y travaillent chaque jour, réparties entre le personnel médical, le personnel médical administratif, les stewards et le personnel d'entretien. Le personnel se relaie en deux shifts, puisque le centre est ouvert de 8 à 22 heures.
Une salle de repos, où il est obligatoire de rester quinze minutes après la vaccination, se trouve au fond du hall. Un sens de circulation est mis en place, de manière que les personnes ne se croisent pas.
Le 24 avril, le centre de vaccination passe le cap des 30 000 personnes vaccinées.
Le 19 mai, les autorités annoncent que « le Brabant wallon héritera de 12 lignes supplémentaires dans les centres du PAM Expo, de Braine l'Alleud, Wavre, Tubize et Perwez ».

Centre de vaccination covid-19
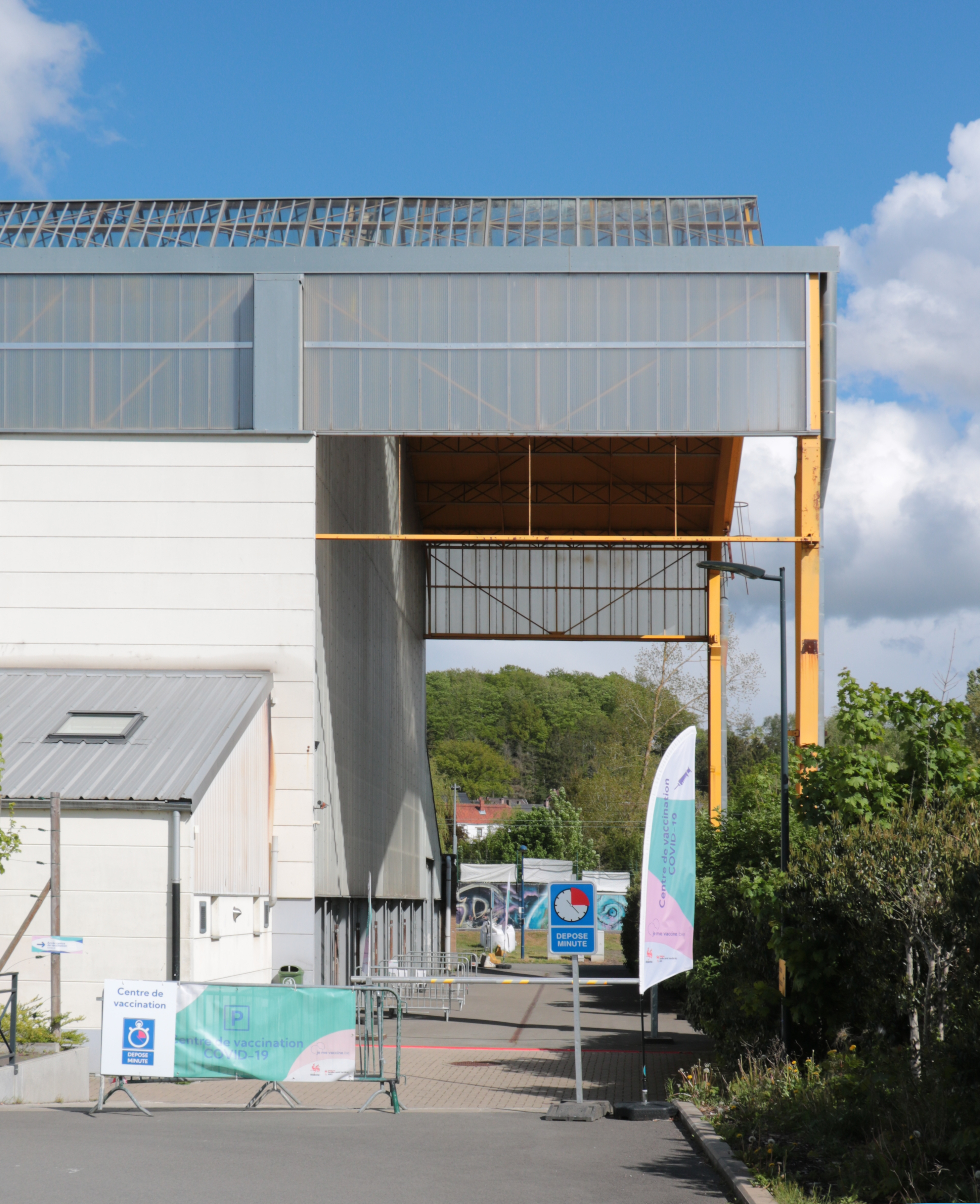
Entrée.
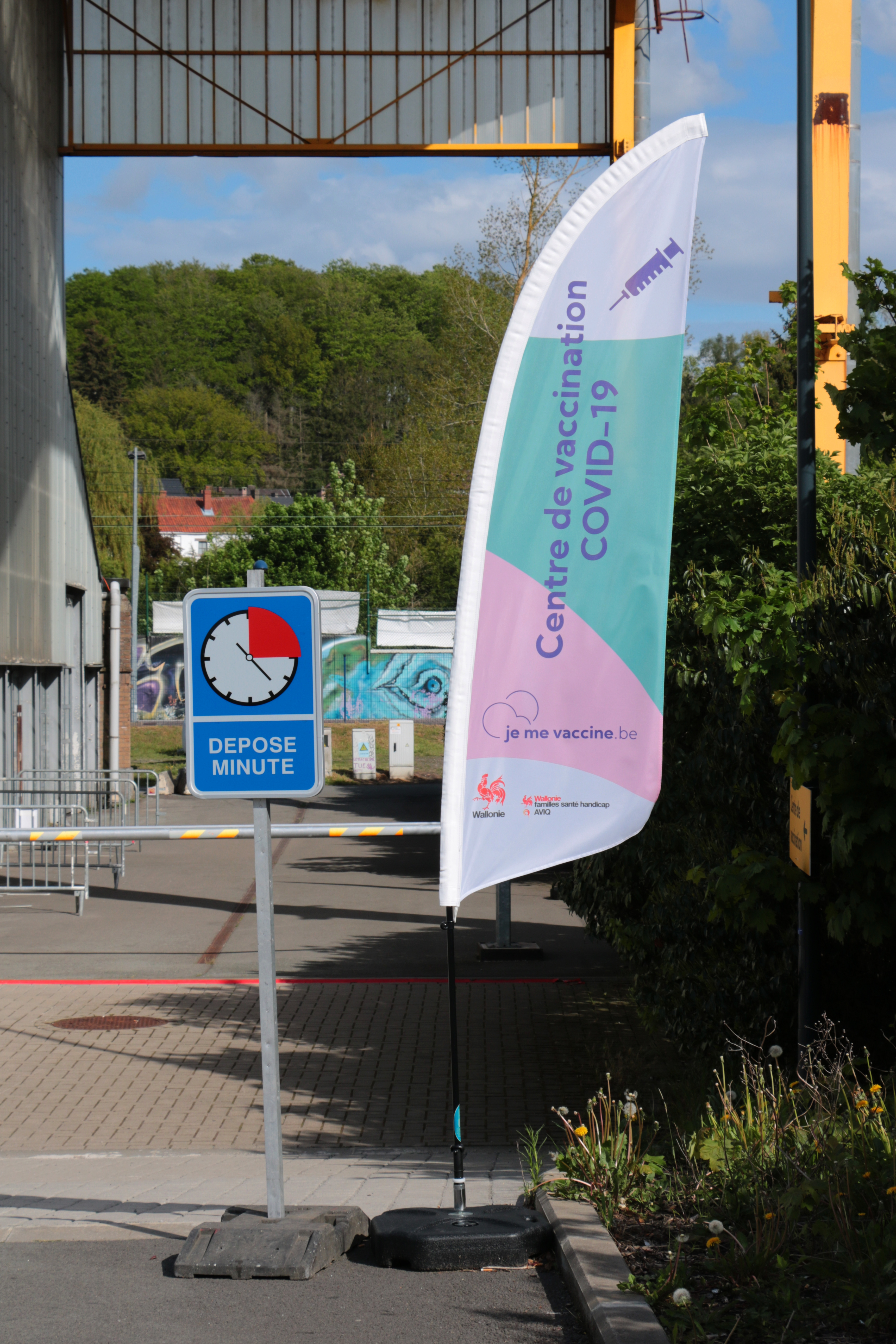
Dépose minute.
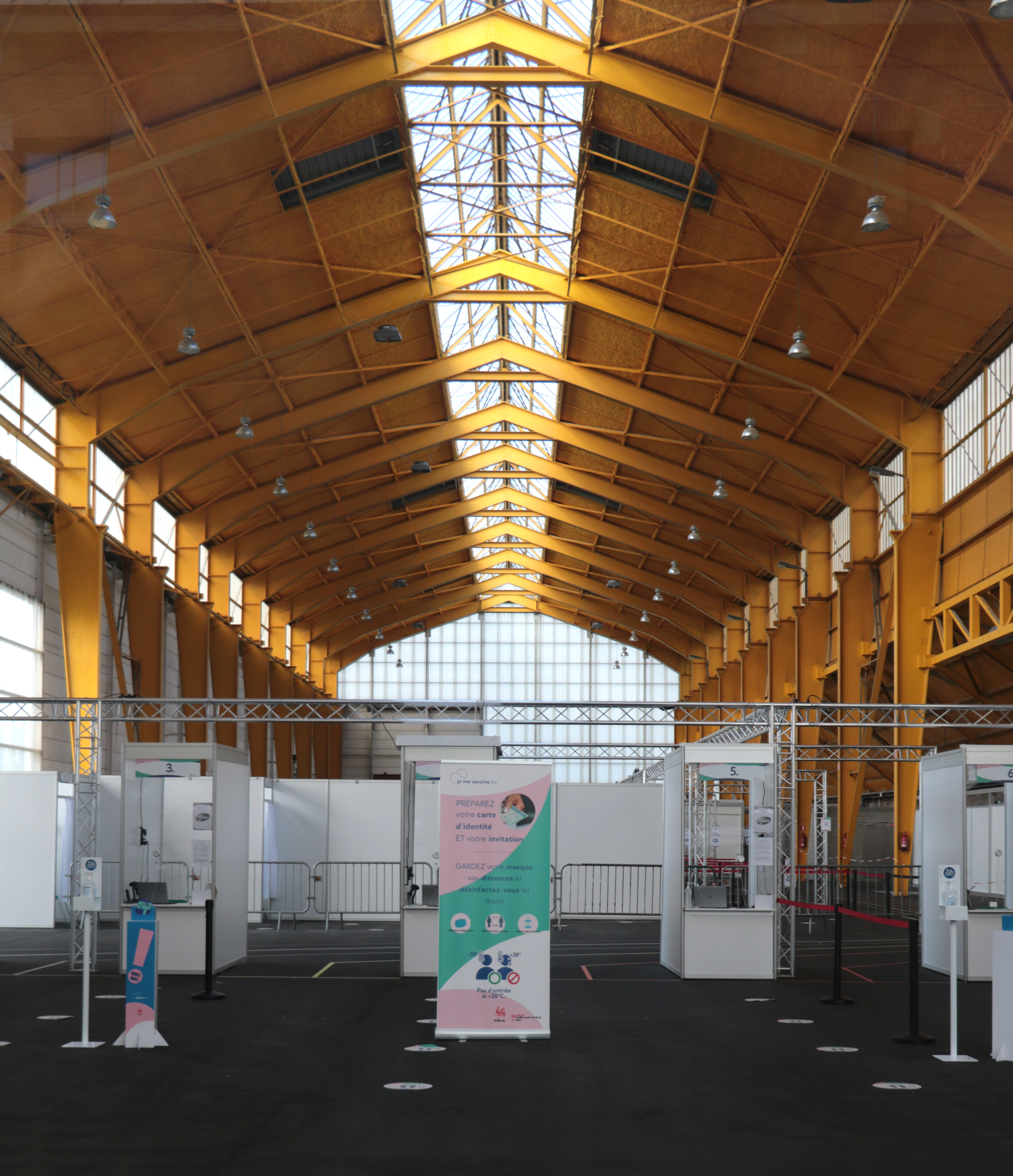
Accueil.
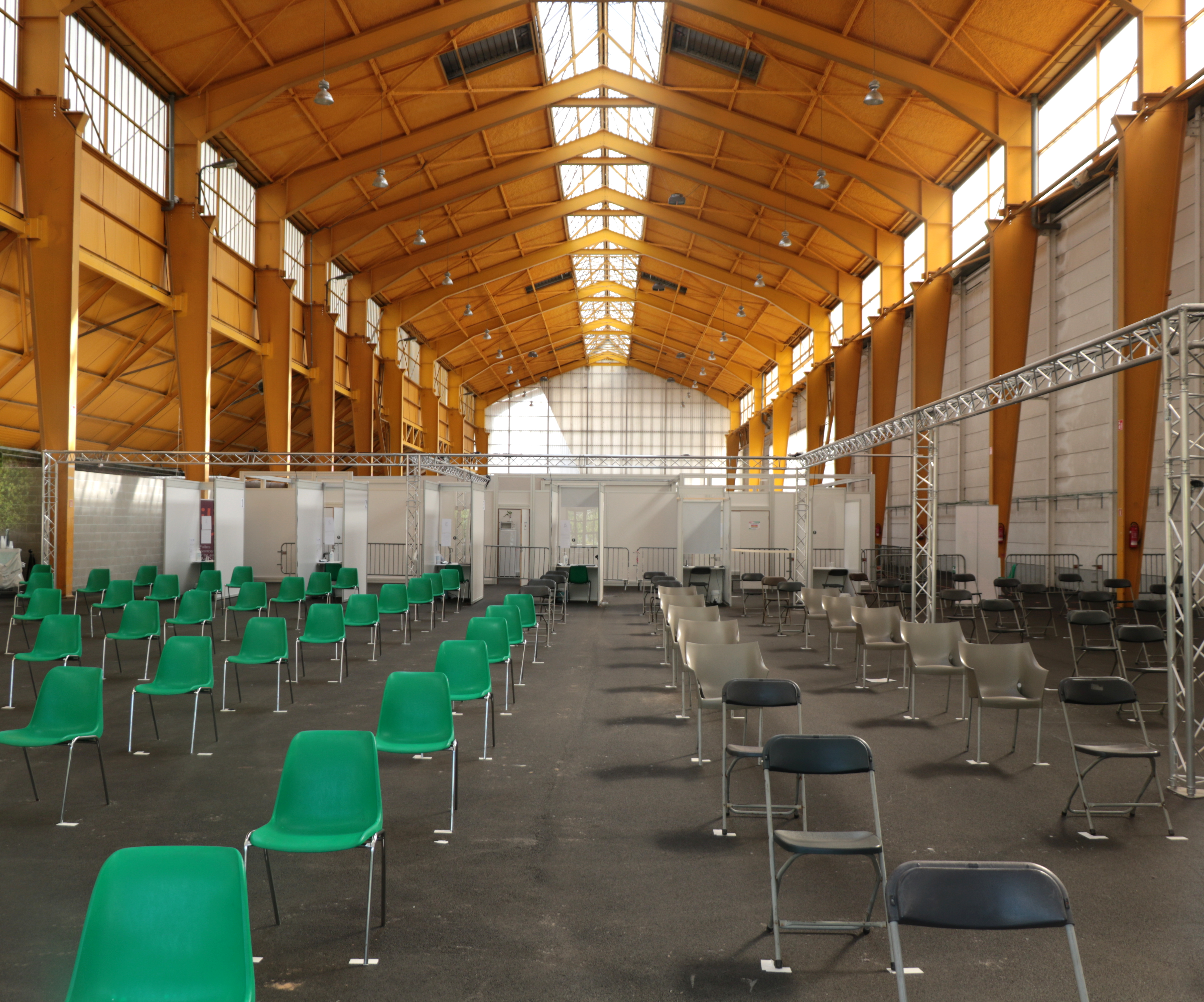
Zone de repos.

## Vestiges des Usines Henricot dans les environs
Les environs immédiats du Parc à Mitrailles conservent un certain nombre de vestiges des Usines Émile Henricot : la conciergerie de l'usine Henricot no 2, le Foyer populaire de Court-Saint-Étienne,,,, le Dispensaire des Usines Henricot,, les Grands bureaux de l'usine Henricot n°2,, le Hall n° 11 de l'usine Henricot n°1,, des
hangars subsistant le long de la Dyle près du clos de l'Aciérie et, enfin, des hangars subsistant près du chemin de fer le long de la rue des Noirs Talons.

Hangars subsistant dans les environs du Parc à Mitrailles
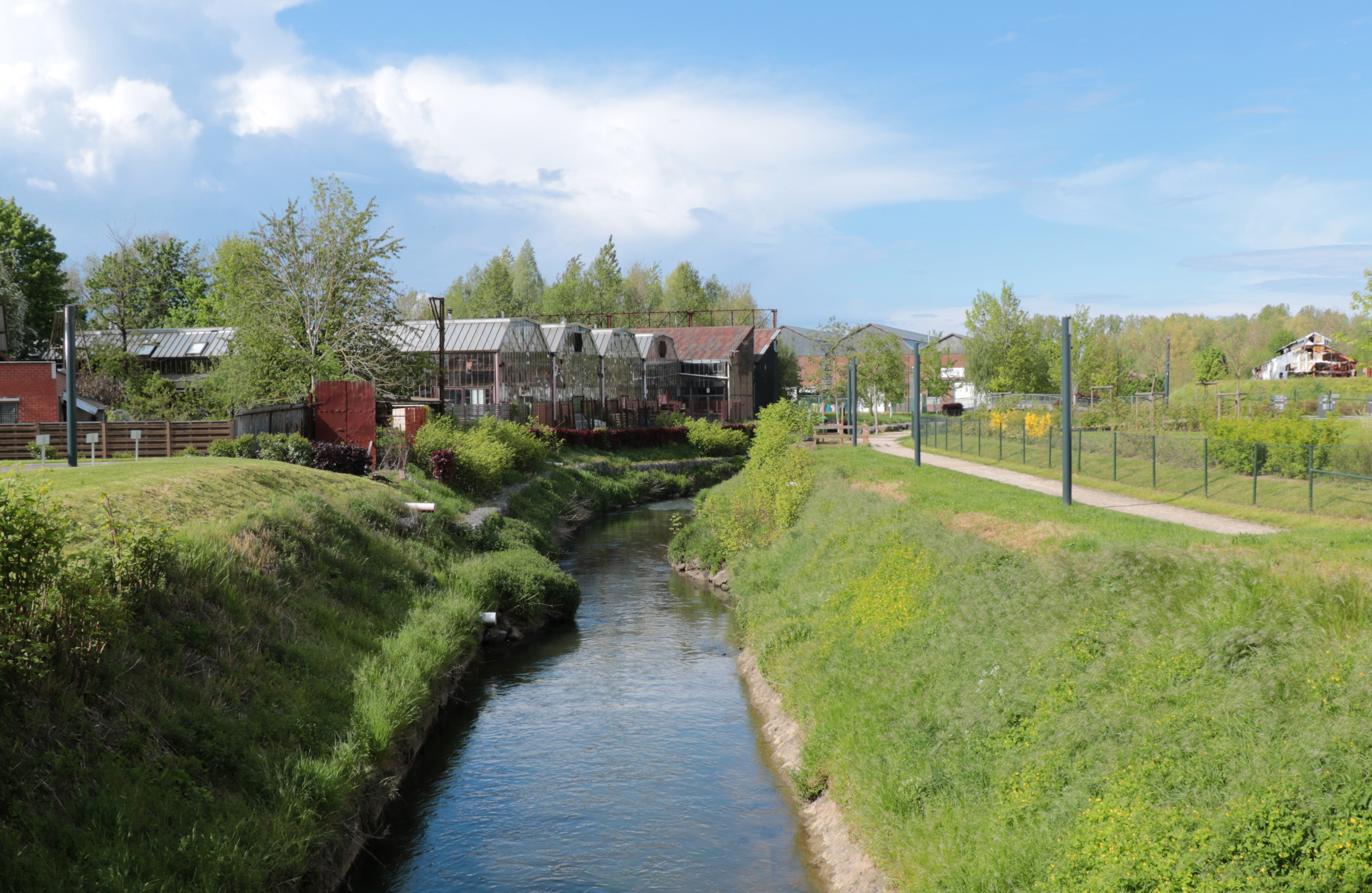
Hangars du clos de l'Aciérie le long de la Dyle.
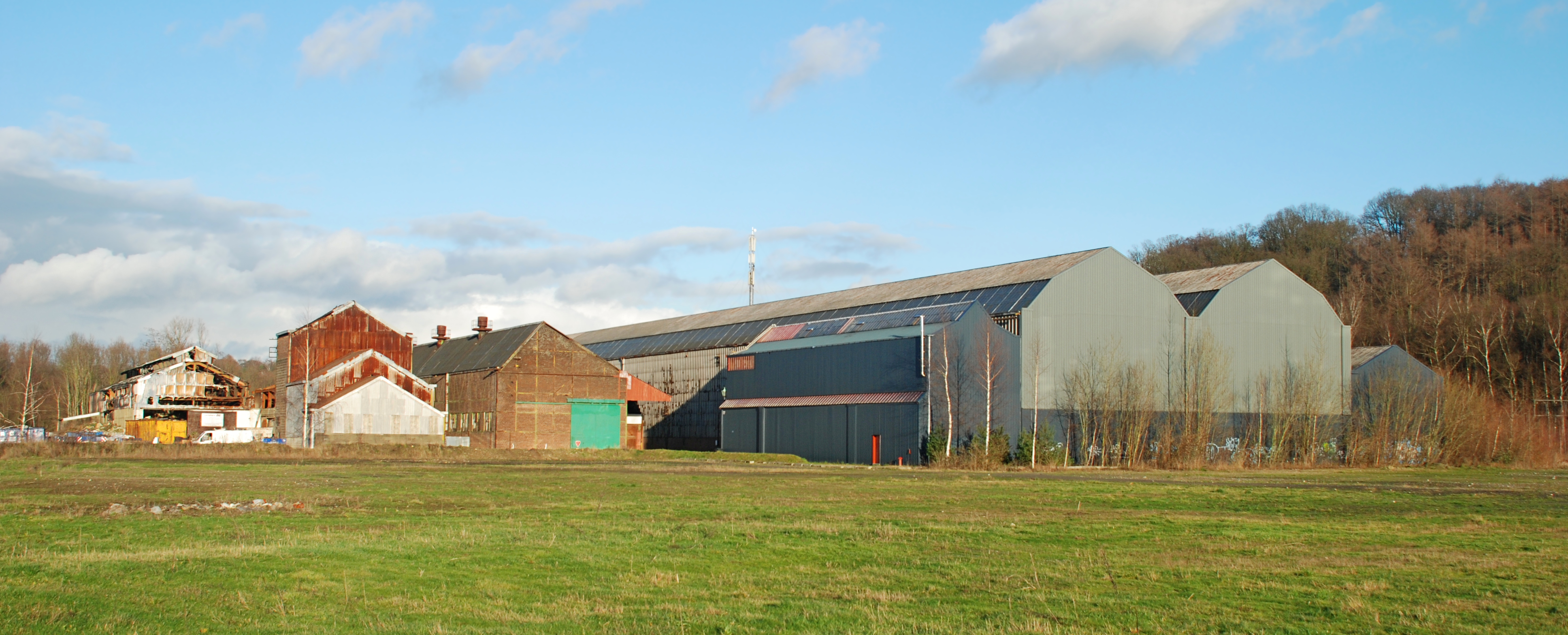
Hangars de la rue des Noirs Talons, près du chemin de fer, en 2013.
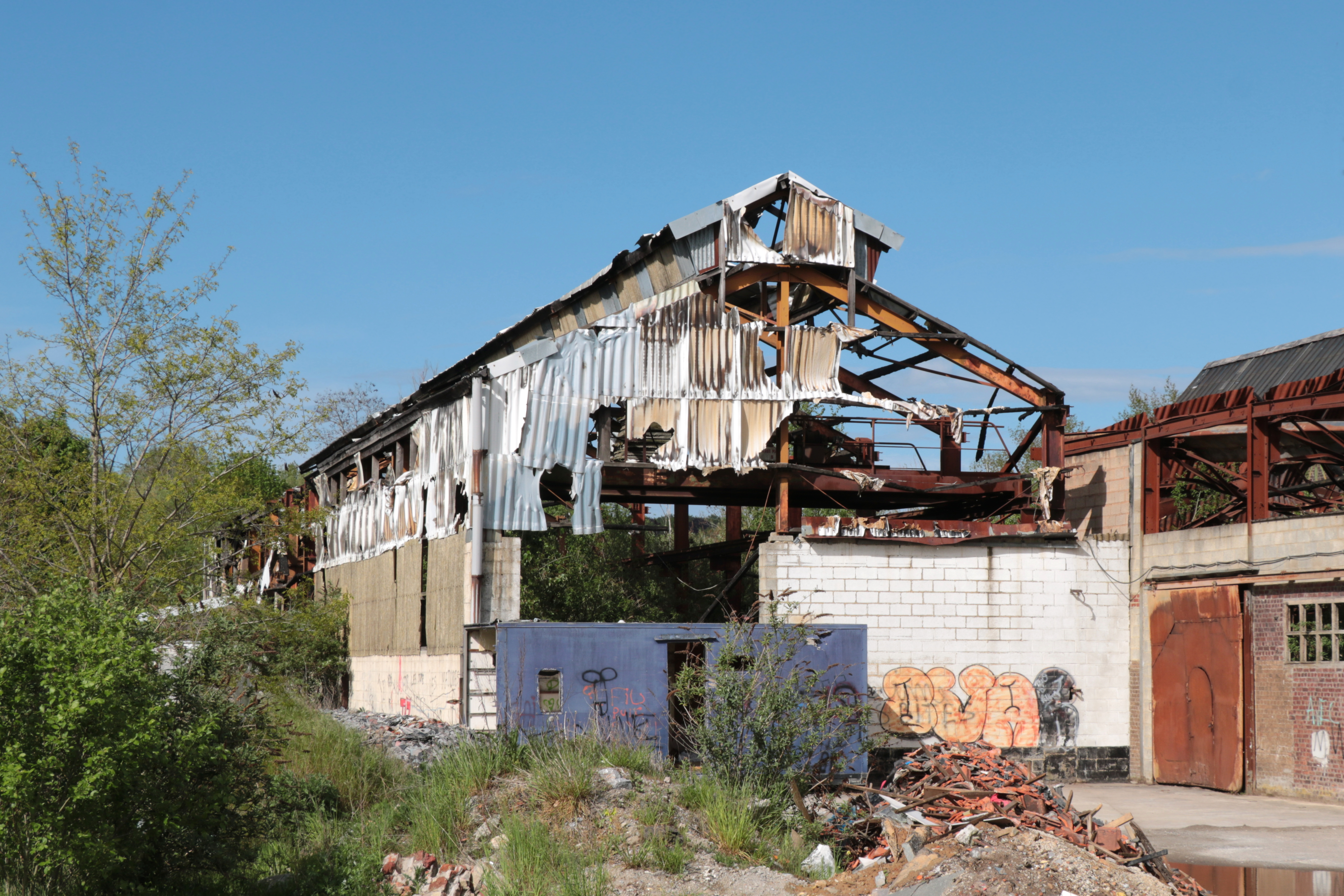
Rue des Noirs Talons en 2021.